# زمان سری‌لانکا

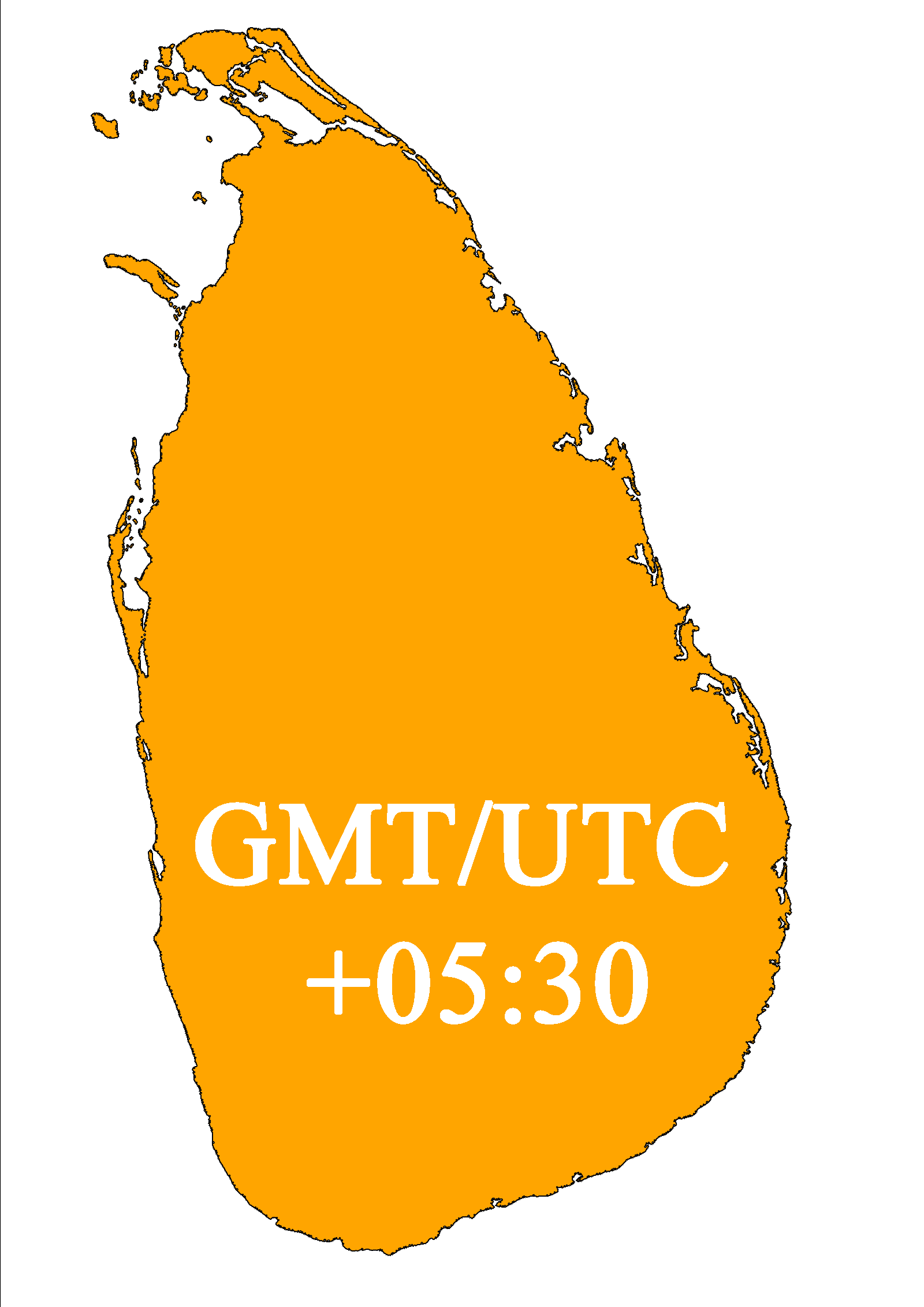
نمایی از منطقهٔ کشوری سریلانکا

زمان سری‌لانکا که از آوریل ۱۵, ۲۰۰۶ به طور رسمی با عنوان زمان استاندارد سری‌لانکا نشان داده می‌شود از مناطق زمانی قاره آسیا است که با یوتی‌سی ۵:۳۰+ هماهنگ است.
تغییرات تاریخی منطقه زمانی سری‌لانکا به‌صورت زیر است:
- یوتی‌سی ۵:۳۰+
- یوتی‌سی ۶:۳۰+
- یوتی‌سی ۰۶:۰۰+

سری‌لانکا پیش‌تر از ساعت تابستانی نیز استفاده می‌کرد.